# Грізна сімейка
Грізна сімейка (англ. The Thundermans) — американський комедійний телесеріал, розроблений Джедом Спінгарном. Прем'єра серіалу у США відбулася 28 березня 2020 року на телеканалі Nickelodeon. В Україні прем'єра відбулася 01 червня 2023 року на Nickelodeon Ukraine. Українською мовою серіал озвучено у 2023 році.

## Сюжет
Серіал обертається навколо Сандерменів, сім'ї з надздібностями, які намагаються жити нормальним життям у вигаданому місті Хідденвіль. Сім'я складається з батьків Хенка та Барб Сандермени та їхніх дітей: близнюків Фібі та Макса, молодшої сестри Нори, молодшого брата Біллі та молодшої сестри Хлої. Сім'ї доводиться приховувати свої суперздатності від мешканців містечка, зберігаючи при цьому звичайне життя. Батьки Хенк і Барб намагаються жити нормальним життям і не використовувати свої надздібності — хоча й не дуже успішно — у той час, як Нора та Біллі люблять використовувати свої, коли це можливо. Колишній суперлиходій на ім'я доктор Колоссо був перетворений на кролика і живе в лігві Макса в підвалі, пропонуючи йому поради, як стати лиходієм.

## Персонажі
1. Фібі Тандермен (Кіра Косарін) — близнючка Макса, хоча вона на 29 секунд старша, і старша сестра Біллі, Нори та Хлої. Псевдонім її супергероя - Thunder Girl. Вона дуже відповідальна, відмінниця і намагається грати за правилом відсутності повноважень. У неї телекінез, морозне дихання та теплове дихання. Незабаром Фібі розвиває нову здатність під назвою «Чуття грому», яка попереджає її, якщо їй та іншим загрожує небезпека, як-от потрапити в пастку лиходія. З початку третього сезону Фібі тренується, щоб стати супергероїнею, і офіційно стає Дівчиною-Громом у «Грізна сімейка: Таємниця розкрита». Однак, під час спроби зупинити одну з колишніх витівок Макса, Фібі випадково поглинає здібності Dark Mayhem і стає злою, поки не повертається до нормального життя в «Грім у раю». На початку серіалу Фібі 14 років.
2. Макс Тандермен (Джек Гріффо) — близнюк Фібі та старший брат Нори, Біллі та Хлої. Його здібності включають телекінез, морозне дихання та теплове дихання. Він – антигерой. Незважаючи на те, що він виріс у родині супергероїв, Макс спочатку прагне стати суперлиходієм протягом перших трьох сезонів. Його єдина причина полягала в тому, щоб не бути другим героєм після Фібі. У «Thundermans: Secret Revealed» він нарешті передумав і приймає рішення, яке змінить життя, відмовитися від темної сторони та стати борцем за справедливість, використовуючи свої сили та високотехнологічні гаджети для загального блага. Четвертий сезон зосереджується на тому, як Макс знову пристосовується до свого нового повсякденного життя супергероя, а не злочинця, оскільки він долає труднощі, працюючи з Фібі під час навчання, що ставить під загрозу його дружбу з доктором Колоссо. Його спальня в підвалі служить його таємним лігвом, наповненим високотехнологічними гаджетами та плакатами Ліги лиходіїв. У четвертому сезоні в його лігві є плакати Force та інші постери супергероїв. До його лігва можна потрапити через гірку, яка веде до його ліжка під чайним столиком поруч із диваном у вітальні, і це також місце, де він тримає свого найкращого друга та наставника, доктора Колоссо, суперлиходія Громової Людини, перетвореного на кролика. На початку серіалу Максу теж 14 років.
3. Нора Тандермен (Еддісон Ріке) — друга наймолодша в родині Тандерменів, пустотлива молодша сестра Фібі, Макса та Біллі та старша сестра Хлої. Псевдонім її супергероїні — Laser Girl. Її надздібність — лазерний зір. Вона може легко завербувати Біллі в будь-яку свою схему. Вона дуже захоплюється луками, і її рідко можна побачити без них. Іноді, коли люди з нею сваряться, вона дивиться на них своїми лазерними очима; Вони з Біллі грають у лазертаг, і їх зазвичай бачать разом у епізодах.
4. Біллі Тандермен (Дієго Веласкес) — третя дитина Тандермена. Він енергійний молодший брат Фібі та Макса та старший брат Нори та Хлої. Його супергеройський псевдонім — Кід Квік. Його суперсила - супершвидкість. З'ясувалося, що Барб народила Біллі в повітрі, коли її чоловік транспортував її до лікарні, маючи на увазі, що Біллі, ймовірно, вдарився головою після народження, тому, ймовірно, він іноді тупий.
5. Хенк Тандермен (Кріс Толлман)  — чоловік Барб і батько Фібі, Макса, Нори, Біллі та Хлої. Псевдонім його супергероя — Людина-Грім. Його надздібності — надсила і політ. Зараз Хенк напівнеохоче пішов у відставку як супергерой, щоб дати своїм дітям стабільний і нормальний дім. Він все ще використовує свої здібності, щоб літати в різні куточки світу або навіть для польотів у космос.
6. Барб Тандермен (Роза Блазі) — дружина Хенка та мати Фібі, Макса, Нори, Біллі та Хлої. Псевдонім її супергероїні – Електрис. Надздібність Барба — це контроль над електрикою та блискавкою. На відміну від свого чоловіка, вона абсолютно спокійно залишила життя супергероїні. Однак Барб погоджується з Хенком, що Макс переживає фазу суперлиходія, яку потрібно швидко закінчити.
7. Хлоя Тандермен (Майя Ле Кларк) — наймолодша дитина Тандермена та молодша сестра Фібі, Макса, Нори та Біллі. Псевдонім її супергероя – Thunder Baby. Барб народжує її в 24 або 25 епізоді 2 сезону. Дитяча суперсила Хлої — створювати бульбашки, а її постійна суперсила — телепортація. У третьому сезоні вона є повторюваною персонажкою, але в четвертому сезоні стає головною героїнею.
- Фібі Сандермен (Кіра Косарін)  Макс Сандермен (Джек Гріффо) — 16-річні двійнята, які мають надприродні здібності, успадковані від батьків. Фібі — старша дочка Сандерменів і має здатність телекінезу, що дозволяє їй рухати предмети подумки. Вона відмінниця і мріє стати супергероїнею, як її батьки. Фібі часто виступає голосом розуму в сім'ї та намагається утримати своїх братів та сестер від неприємностей. Макс — брат-близнюк Фібі та має здібності телекінезу та заморожування дихання. Він бавиться і любить приколюватися над своїми братом, сестрами та сусідами. Макс часто використовує свої здібності для особистої вигоди та постійно замишляє щось нове.
- Нора Сандермен (Еддісон Рікі) — середня дочка, яка має супер-здатність стріляти лазерами з очей, які вона може використовувати для руйнування предметів або атаки ворогів. Вона є найбільш запальним і агресивним членом сім'ї Сандермен, часто приймаючи рішення, які можуть призвести до непередбачуваних наслідків. Вона любить увагу і часто стає центром уваги, що може призвести до конфліктів з іншими членами сім'ї. Нора також має слабкість до моди та краси, вона часто пробує нові стилі та експерименти із зовнішністю.
- Біллі Сандермен (Дієго Веласкес) — молодший брат Фібі та Макса, має здатність високої швидкості, Біллі може бігати на неймовірній швидкості, дозволяючи йому переміщатися вибуховими темпами, впевнено долаючи будь-які перешкоди на своєму шляху. Завдяки своїй здатності, Біллі може швидко подорожувати до будь-якої точки міста чи світу та швидко реагувати на будь-які ситуації. Характер Біллі Сандермена відрізняється від характеру його брата Макса. Біллі більш розважливий, ніж Макс, і іноді чутливіший. Він може бути наївним та довірливим, і це часто ставить його в неприємні ситуації. Біллі дуже дбайливий стосовно своєї родини та друзів. Він готовий на все, щоб захистити своїх близьких і намагається допомогти їм у будь-яких ситуаціях. Крім того, Біллі дуже доброзичливий і товариський, і легко знаходить спільну мову з іншими людьми. Він також є любителем спорту та грає в баскетбол, що допомагає йому зберігати свою фізичну форму та покращувати свої здібності. Біллі може іноді бути невпевненим у своїх силах і відчувати себе менш впевнено у порівнянні з Максом, але він намагається долати свої страхи та проблеми за допомогою своєї сім'ї та друзів.
- Хлоя Сандермен (Майя Ле Кларк) — наймолодша сестра і має здатність телепортації, яку вона тільки починає освоювати. Хлоя любить свою сім'ю.
- Хенк Сандермен (Кріс Толлман) — батько родини, псевдонім його супергероя — Людина-Грім. Його надздібності — надсила і політ. Зараз Хенк напівнеохоче пішов у відставку як супергерой, щоб дати своїм дітям стабільний і нормальний дім. Він досі використовує свої сили для польотів у різні куточки світу або навіть для польотів у космос.
- Барб Сандермен (Роза Бласі) — дружина Хенка та мати Фібі, Макса, Нори, Біллі, Хлої. Псевдонім її супергероя — Електрис. Надздібність Барб — це контроль над електрикою та блискавкою. На відміну від свого чоловіка, вона абсолютно спокійно залишила життя супергероїні. Однак Барб погоджується з Хенком, що Макс переживає фазу суперлиходія, яку потрібно швидко закінчити.

## Список епізодів
| Сезон | Епізоди | Епізоди | Оригінальний показ | Оригінальний показ |
| Сезон | Епізоди | Епізоди | Останній показ     | Перший показ       |
| ----- | ------- | ------- | ------------------ | ------------------ |
| 1     | 20      | 20      | 14 жовтня 2013     | 14 червня 2014     |
| 2     | 24      | 24      | 13 вересня 2014    | 28 березня 2015    |
| 3     | 25      | 25      | 27 червня 2015     | 10 жовтня 2016     |
| 4     | 29      | 29      | 22 жовтня 2016     | 25 травня 2018     |

## Рецепція

### Ratings
Шаблон:Television season ratings

### Нагороди та номінації
| Year | Award                             | Category                       | Result    | Ref.       |
| ---- | --------------------------------- | ------------------------------ | --------- | ---------- |
| 2016 | Nickelodeon Kids' Choice Awards   | Favorite TV Show               | Перемога  | [ 3 ]      |
| 2016 | British Academy Children's Awards | BAFTA Kids' Vote - Television  | Номінація | [ 4 ]      |
| 2016 | Kids' Choice Awards Argentina     | Favorite International Program | Номінація | [джерело?] |
| 2017 | Nickelodeon Kids' Choice Awards   | Favorite TV Show – Kids' Show  | Номінація | [ 5 ]      |
| 2017 | Kids' Choice Awards Mexico        | Favorite International Program | Номінація | [джерело?] |
| 2017 | Kids' Choice Awards Colombia      | Favorite International Program | Номінація | [джерело?] |
| 2017 | Kids' Choice Awards Argentina     | Favorite International Program | Номінація | [джерело?] |

## Фільм
2 березня 2023 року було оголошено, що Nickelodeon дав дозвіл на зйомку фільму під назвою «Грізна сімейка. Повернення» з акторами, які повернулися, Кірою Косарін, Джеком Гріффо, Еддісоном Ріке, Дієго Веласкесом, Майєю Ле Кларк, Крісом Таллманом і Розою Блазі. Зйомки почалися в Лос-Анджелесі в квітні 2023 року. 21 червня 2023 року було оголошено, що фільм вийде на Paramount+ у 2024 році. 2 грудня 2023 року було оголошено, що прем’єра фільму відбудеться на Nickelodeon і Paramount+ у березні 2024 року, пізніше визначено 7 березня.

## Спінофф
16 травня 2024 року було оголошено, що було замовлено додатковий серіал, у якому Косарін, Гріффо та Ле Кларк повторять свої ролі.